# ZiL (station MTsK)
ZiL (Russisch: ЗИЛ ) is een station aan de Moskouse Cenrale Ringlijn die wordt beheerd door de MZD, een dochterbedrijf van de Russische spoorwegen. Het station ligt, in tegenstelling tot Avtozavodskaja, midden in het voormalige fabriekscomplex van autofabriek Zavod imeni Lichatsjova. Het perron ligt aan de zuidkant van het emplacement van station Kozjoegovo uit 1908. Het station is onderdeel van het herontwikkelingsproject voor het ZiL terrein. Het gelijknamige spoorwegstation op de andere oever van de Moskva is op 1 april 2019 omgedoopt in Toelskaja. Aan de noord-west kant van het spoor zullen verschillende technologiebedrijven worden gevestigd waar vroeger de productiehallen van ZiL stonden, die door dit station ook zijn aangesloten op het stadsgewestelijke spoornet. Naast de nog bestaande elektriciteitscentrale van ZiL aan de oostkant ligt een busstation bij de noordelijke loopbrug, die beide delen van het ZiL-terrein verbindt. Vanaf deze loopbrug kunnen de reizigers het noordeinde van het  perron bereiken. Aan het zuideinde is ook een loopbrug die echter alleen verbonden is met de toegang bij het park aan de westkant.

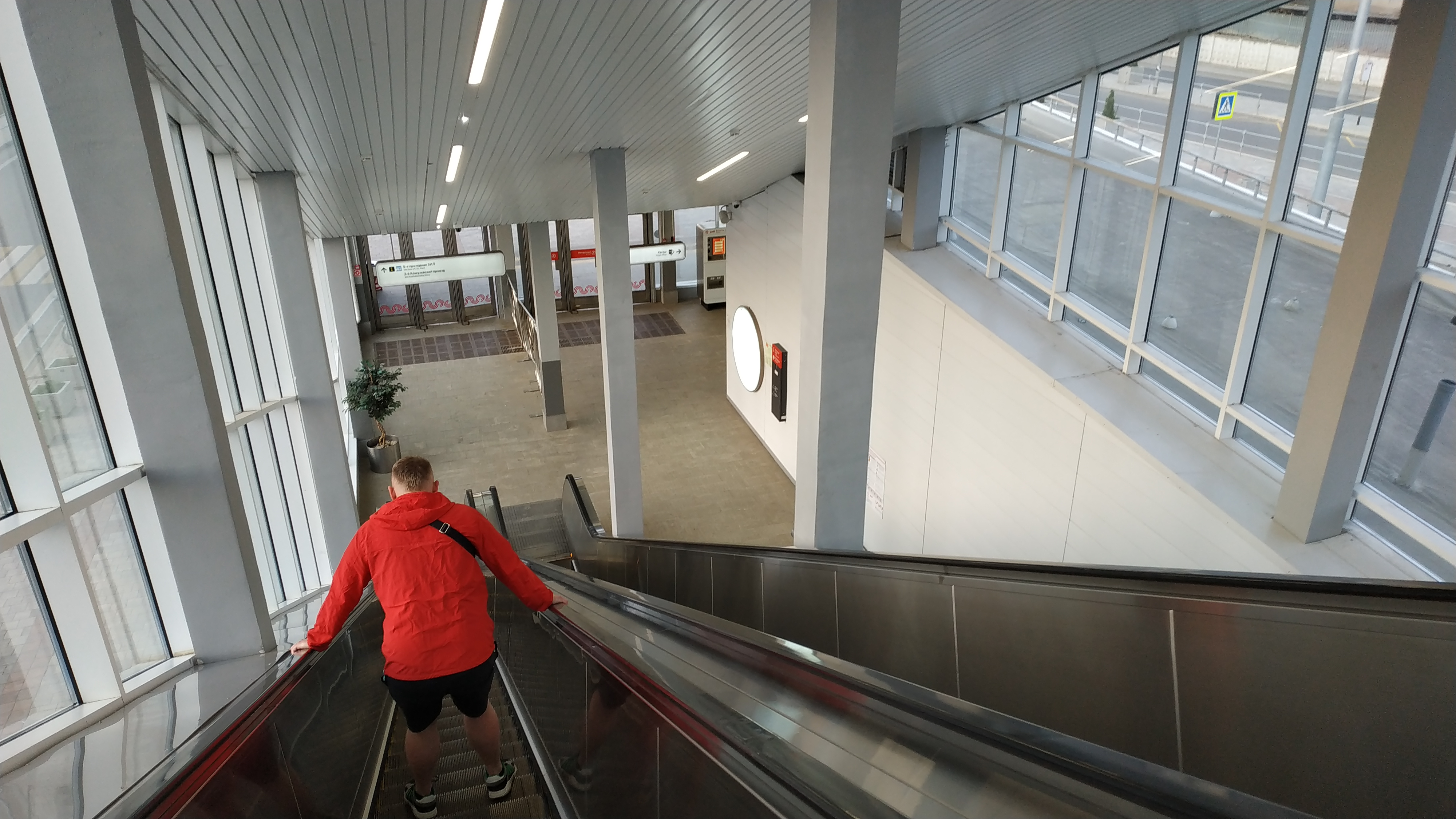
De roltrappen bij het busstation
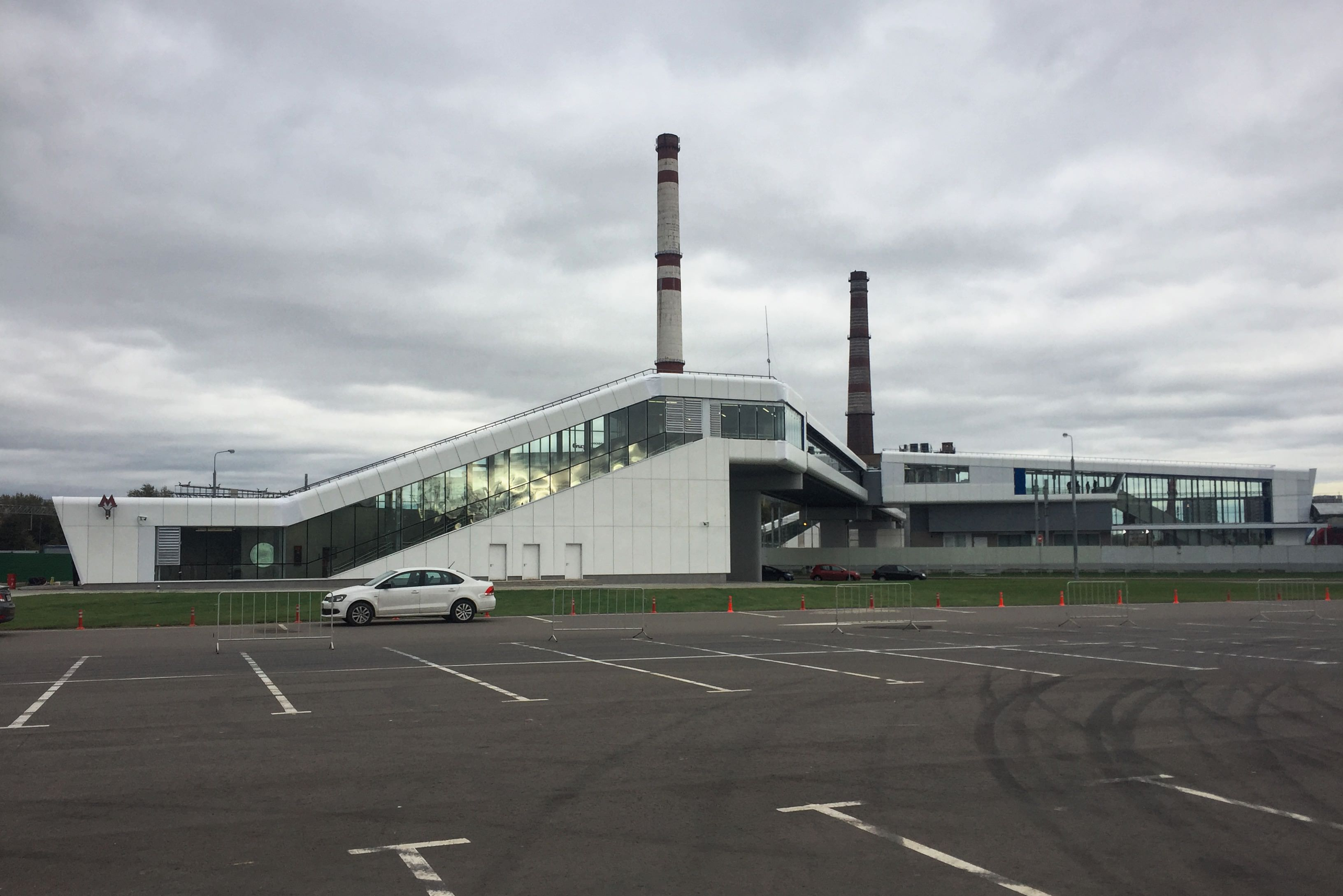
De noordelijke toegangsbrug gezien uit het westen
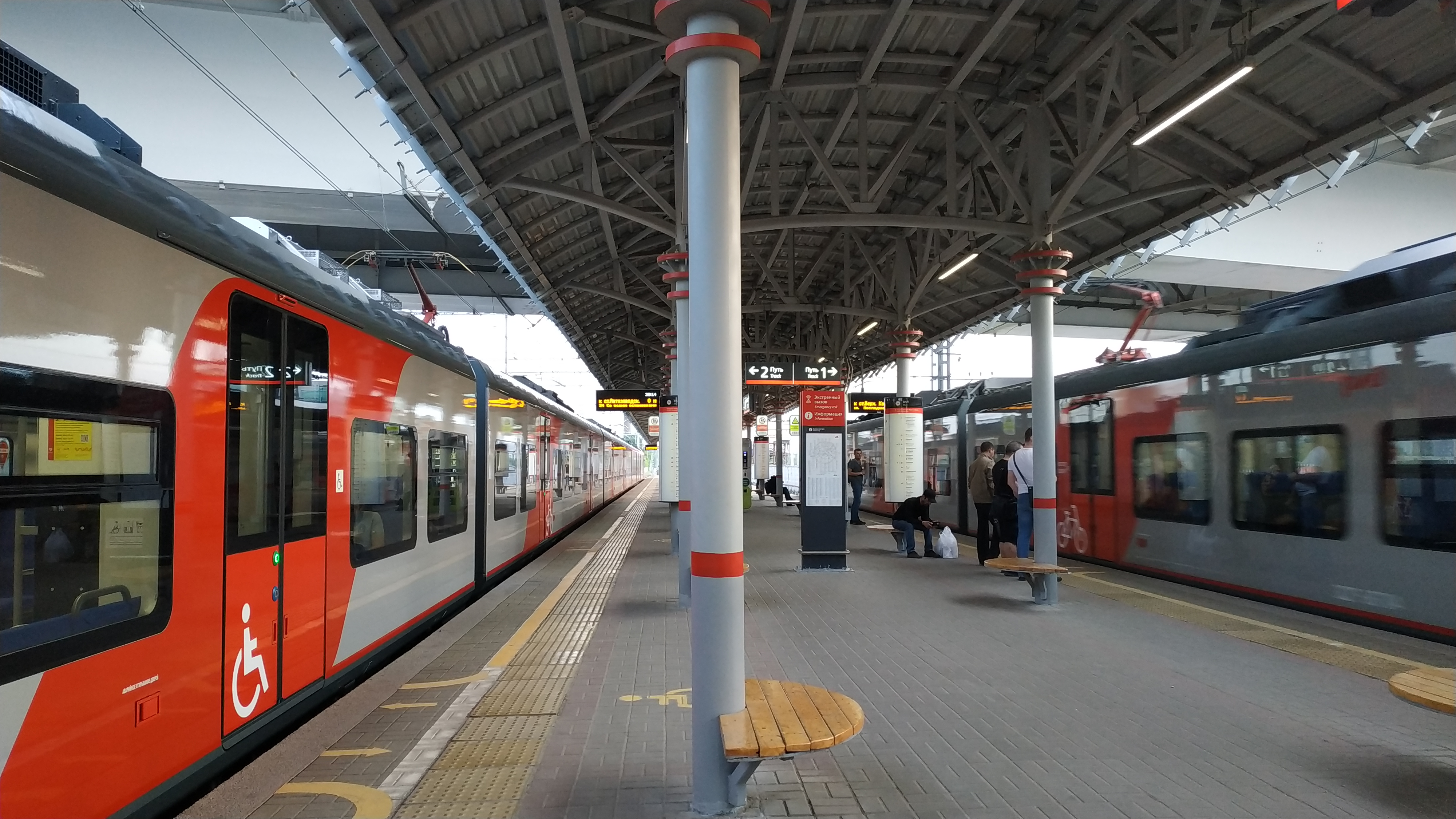
ES2G treinstellen langs het perron

Het kaderplan voor de Moskouse metro uit 2016 voorziet op langere termijn in het samenvoegen van de Roebljevo-Archangelsk-lijn, de geplande radius in het noordwesten, en de eveneens geplande Birjoeljovo-radius tot Mnjovniki-Birjoeljovo lijn langs de zuidrand van het centrum. Deze lijn zal dan bij ZiL een metrostation krijgen voor overstappers tussen metro en de Moskouse Centrale Ringlijn.